# 필운대
필운대(弼雲臺)는 조선 중기의 명신 이항복이 살던 곳으로 '필운'은 그의 호이다. 종로구 필운동의 배화여자고등학교 뒤뜰에는 큰 암벽이 있는데, 그 왼쪽에 "필운대(弼雲臺)"라는 정자(正字)가 크게 새겨져 있고, 가운데에 시구(詩句)가 새겨져 있으며, 오른쪽에 10명의 인명이 나열되어 있다. 2000년 7월 15일 서울특별시의 문화재자료 제9호로 지정되었다.

## 개요
이항복의 본관은 경주(慶州), 자는 자상(子常), 호는 필운 외에 백사(白沙)라고도 했다. 고려말의 대학자 익재(益齋) 이제현의 후손이며 참찬 이몽량(李夢亮, 1499∼1564)의 아들이다. 뒤에 오성부원군(鰲城府院君)에 봉해졌기 때문에 세간에서 흔히 '오성대감'이라 불렀다. 특히 죽마고우인 한음(漢陰) 이덕형과의 기지(機智)와 작희(作戱)에 얽힌 일화로 잘 알려진 인물이다. 병조판서·이조판서로서 홍문관·예문관 대제학 등을 겸임하는 등 여러 요직을 거치면서 안으로 국사에 힘쓰고 밖으로 명(明)나라 사신의 접대를 전담하였다. 특히 임진왜란 때에는 선조를 모시고 의주까지 호종했고, 명군(明軍)에게 도움을 청할 것을 적극 건의했으며, 명군과의 교섭에서 능란한 외교를 벌였던 인물이다. 난리 후 우의정을 지냈으며 청백리(淸白吏)에 선정되었다.
암벽 왼쪽의 "弼雲臺" 글씨는 누구의 것인지 미상이나 이항복의 글씨라기보다는 이유원의 글씨로 추정된다. 암벽 가운데 새겨진 시구(詩句)는 이항복의 후손 귤산(橘山) 이유원(李裕元, 1814∼1888)이 고종 10년(1873) 이곳에 들러 조상의 자취를 보고 느낌을 적은 것으로 이유원의 장기인 예서(隸書)로 새겨져 있다.
또한 암벽 오른쪽에는 "동추(同樞) 박효관(朴孝寬)" 등 10명의 인명이 새겨져 있는데, 이유원과 관련된 인물인지는 미상이다.

## 참고 자료
- 필운대 - 국가유산청 국가유산포털

 본 문서에는 서울특별시에서 지식공유 프로젝트를 통해 퍼블릭 도메인으로 공개한 저작물을 기초로 작성된 내용이 포함되어 있습니다.